# 諏訪 (市原市)
諏訪（すわ）は、千葉県市原市の五井地区にある町丁。現行行政地名は諏訪一丁目及び諏訪二丁目。郵便番号は290-0026。

## 概要
千葉県市原市北西部の五井地区に位置する。全域が国分寺台土地区画整理事業の実施区域に該当するため、国分寺台地区に分類されることもある。現在の諏訪一丁目と諏訪二丁目は元々西広と村上の各一部であった。
北は南国分寺台、東と南は西広、西は村上と接している。

## 歴史

### 地名の由来
同地に鎮座する上下諏訪神社から。成立年代は不詳であるが、元々村上の一部であった。

## 世帯数と人口
2022年4月1日現在の世帯数と人口は以下の通りである。
| 町丁       | 世帯数  | 人口  |
| ---------- | ------- | ----- |
| 諏訪一丁目 | 221世帯 | 494人 |
| 諏訪二丁目 | 197世帯 | 502人 |
| 合計       | 418世帯 | 996人 |

## 通学区域
市立小学校・市立中学校と県立高等学校に通学区域は以下の通りである。
| 町丁       | 番地 | 小学校                 | 中学校                 | 県立高校 |
| ---------- | ---- | ---------------------- | ---------------------- | -------- |
| 諏訪一丁目 | 全域 | 市原市立国分寺台小学校 | 市原市立国分寺台中学校 | 第9学区  |
| 諏訪二丁目 | 全域 | 市原市立国分寺台小学校 | 市原市立国分寺台中学校 | 第9学区  |

## 施設
- 国分寺台諏訪台公園
- 国分寺台峰ノ下公園
- 諏訪神社
もともと村上村の総鎮守であった[10]。社伝によれば、大永元年（1521年）に当地の領主であった村上周防守義清[注釈 1]が上下諏訪社を勧請しようと家臣の高沢監物と神主舎弟の黒川左近を信濃国に派遣し、神璽と神鏡がもたらされたという[10][13]。『千葉県市原郡誌』が編纂された1916年（大正5年）当時、神社が鎮座する「諏訪の台」と呼ばれる高地は、五井町の市街と鉄道、田園と海を一望できる「全町第一」の景趣を謳われた[14]。

## 交通

### 鉄道
JR東日本内房線の最寄りは五井駅、小湊鉄道小湊鉄道線の最寄りは上総村上駅もしくは海士有木駅である。

### バス
小湊鉄道バス「国分寺台南郵便局」もしくは「国分寺台小学校」

### 道路
1. 国道
  - なし
2. 県道
  - なし
3. 主な市道
  - 更級通り